# Hellcats
Hellcats is een Amerikaans cheerleader komedie-drama serie voor de CW, met in de hoofdrol Alyson Michalka, Ashley Tisdale, Robbie Jones, en Matt Barr. Gebaseerd op het boek Cheer: Inside the Secret World of College Cheerleaders van de journalist Kate Torgovnick en is beschreven als "Election en Bring it On gecombineerd" in vele referenties, volgt het leven van Marti Perkins, een rechten-student die bij een cheerleading-team moet aansluiten, de Hellcats, om haar studiebeurs te behouden.
Op 18 mei 2010 werd aangekondigd dat Hellcats door de CW werd opgepikt voor een 2010-2011 seizoen. Op 20 mei 2010, tijdens de 2010-2011 seizoen schema presentatie, kondigde de CW aan dat ze de Hellcats wilden uitzenden na America's Next Top Model op woensdagen, beginnend op 8 september 2010 op 9/8c. Op 22 oktober 2010 kondigde de CW aan dat het een vol seizoen kreeg voor de serie, zeggend dat ze "blij waren om ons te hebben betaald".
Op 17 mei 2011 werd bekend dat The CW de serie na één seizoen laat cancelen.

## Seizoenen Overzicht
Hellcats volgt Marti Perkins (Alyson Michalka) een rechten-student op de Lancer University, die haar studiebeurs verloor en geen andere keus heeft dan om zich bij de cheerleading-team aan te sluiten, de Hellcats, om op school te kunnen blijven. Daar ontmoet ze haar nieuwe kamergenoot en leider van de Hellcats, Savannah Monroe (Ashley Tisdale), de geblesseerde cheerleader Alice Verdura (Heather Hemmens) haar nieuwe partner Lewis Flynn (Robbie Jones) en de Hellcats coach Vanessa Lodge (Sharon Leal) die hoopt de nationale wedstrijden te winnen, of het cheerleading programma wordt bezuinigt en weggehaald. De hele tijd moet ze ook om weten te gaan met haar financieel onstabiele en soms onverantwoordelijke moeder, Wanda Perkins (Gail O'Grady), wie ze vaak uit moeilijke situaties moet helpen en haar beste vriend Dan Patch (Matt Barr) die net is begonnen met het daten van Savannah.

## Cast
Alyson Michalka speelt Marti Perkins, de voorvechter van de serie en oorspronkelijk uit Memphis, Tennessee. Beschreven als "ontzettend slim", komt ze bij de Hellcats om haar studie te kunnen volgen nadat Lancers administratieve afdeling haar beurs afkapt. Haar moeder Wanda Perkins (Gail O'Grady), werkt bij de bar van de universiteit en is een "party girl" die nooit volwassen is geworden. Haar moeders gedrag is voor Marti meestal ontzettend beschamend.
Savannah Monroe (Ashley Tisdale), de leider van de Hellcats, is beschreven als "opbeurend en klein" met een "sterke intensiteit". Eerst is ze tegen Marti, maar dan realiseert ze zich dat ze de redding is dat de Hellcats nodig hebben om het kampioenschap te winnen. Ze stemt op Marti als het team een nieuwe vlieger nodig heeft na Alice Verdura's polsblessure. Alice (Heather Hemmens) is gevaarlijk narcistisch en vindt het geen leuk idee dat Marti haar vervangt, of dat ze zo veel aandacht krijgt van Alice's ex-vriendje Lewis Flynn. Lewiz (Robbie Jones) is een van de Hellcats' basissen en is een gemakzuchtige jongen die houdt van actie. Hij was ooit de ster van de Lancer football team maar stopte nadat hij een schandaal ontdekte van spelers die betaald werden door de universiteit. Hij deed auditie voor het Hellcats team als een weddenschap met een van de teamleden, en was meteen verkocht. Hij voelde zich meteen aangetrokken tot Marti. Later begonnen ze te daten. Dan Patch (Matt Barr) is een townie die Marti's beste vriend is. Hij had een crush op haar maar date nu Savannah, Marti's nieuwe vriendin op het team. Sharon Leal speelt Vanessa Lodge, een oud-Hellcat die nu de coach is van de cheerleaders. Haar baan wordt bedreigd als de Hellcats zich niet plaatsen in de nationale kampioenschappen.
Bijrollen zijn onder andere Red Raymond (Jeff Hephner), de Lancer's football coach en Derrick Altman (D. B. Woodside), Vannesa's vriend. Bill Curran (Aaron Douglas) is de universiteits atletisch directeur die nog steeds meedoet aan het "pay for play" schandaal met spelers die de programma's van school (inclusief de Hellcats) kunnen schorten.

## Muziek
Hoofdolspeelster Michalka zei dat zij en Tisdale hun muziekcarrières apart willen houden van de serie, ook al vertelde ze dat ze zou gaan zingen in de vierde aflevering. Het themaliedje van de serie is gespeeld door Michalka's band, 78violet en maakte zijn debuut in de derde aflevering.
| 1.                 | Belong Here     | 78violet                                                        | 3:05 |
| 2.                 | Brand New Day   | Alyson Michalka                                                 | 3:51 |
| 3.                 | We Got the Beat | Sharon Leal, Alyson Michalka, Heather Hemmens en Ashley Tisdale | 1:42 |
| 4.                 | Tempted         | Sharon Leal                                                     | 3:26 |
| 5.                 | Ballroom Blitz  | Brokedown Cadillac                                              | 3:44 |
| Totale duur: 24:46 |                 |                                                                 |      |